# Zoomorphology
«Zoomorphology» (ISSN 0720-213X) — німецький  зоологічний реферований науковий журнал для публікації результатів досліджень у різних галузях науки про тварин, їх морфологію і  ембріологію.

## Історія
Журнал засновано в березні 1924 року, видається в Берліні (Німеччина). Раніше журнал публікувався під такими назвами: Zoomorphologie, Zeitschrift für Morphologie der Tiere, and Zeitschrift für Morphologie und Ökologie der Tiere.
У журналі публікуються результати оригінальних наукових досліджень у різних областях науки про тварин, переважно порівняльно-морфологічні роботи, виконані на хребетних і безхребетних організмах на макроскопічному, мікроскопічному і ультраструктурному рівнях, включаючи гістологію і ембріологію.
На початок 2010 року було опубліковано 129 томів.

## Редакція
Головний редактор (2010) — Thomas Bartolomaeus (Rheinische Friedrich-Wilhelms-Universität Bonn, Institut für Evolutionsbiologie und Ökologie, An der Immenburg 1, 53121 Bonn, Germany).

## ISSN
- ISSN 0720-213X (print)
- EISSN: 1432-234X (Online)

#### Ресурси Інтернету
- http://www.springerlink.com/content/100492/%5Bнедоступне+посилання+з+листопадаа+2019%5D